# 5154 Leonov
5154 Leonov (1969 TL1) là một tiểu hành tinh vành đai chính được phát hiện ngày 8 tháng 10 năm 1969 bởi L. I. Chernykh ở Nauchnyj.